# Гиперболоид инженера Гарина
«Гиперболо́ид инжене́ра Га́рина» — фантастическо-сатирический роман А. Н. Толстого, завершённый к 1927 году. По сюжету, в ранней советской России инженер Пётр Гарин изобретает аппарат, концентрирующий излучение в «световой шнур» — аналог современного лазера. Он исследует его возможности, использует для убийства врагов, а затем, сбежав из России, в капиталистическом мире организует проект по глубинному бурению земной коры этими лучами для добычи золота из верхних слоёв мантии Земли. Он добивается успеха, устраивает финансовый крах США, выбросив в страну добытое золото, и становится диктатором США. Революционеры восстают на его предприятиях и Гарин снова бежит, потерпев крушение и оказавшись на необитаемом острове.
По словам автора, первая часть романа — авантюрная, вторая — героическая, а третья — утопическая.

## Краткое содержание
Русский инженер Пётр Гарин, воспользовавшись разработками своего учителя Манцева, пропавшего впоследствии с экспедицией в сибирской тайге, создаёт «гиперболоид» — аппарат, испускающий тепловой луч огромной мощности, способный разрушить любые преграды (по действию на внешние объекты похож на лазер, но указанный в книге «гиперболоид» не являлся источником вынужденного когерентного излучения — в силу физического/конструктивного исполнения, а также по используемым для него химическим источникам энергии типа «термитных шашек»). Конструкция представляла собой прочный тубус, внутри которого на задней крышке располагалась кольцевая «обойма» из ячеек для установки химических источников энергии — особых «магниевых пирамидок» (спеченная смесь микропорошков из окислов железа, магния, марганца, алюминия – аналог так называемой смеси-«серебрянки», и катализаторов горения, — см. «термитная сварка»), выдающими при реакции чудовищные мощности светового и теплового излучения, а также система линз концентрирующего параболического и направляющего гиперболического действия, сделанных на основе высокотемпературных зеркал из супертермостойкого минерала «шамонита» (по свойствам — примерный аналог современных композитных минералокерамических материалов с армировкой стеклянным, кевларовым либо наноуглеродным волокном).
По мере развития сюжета конструкция аппарата постепенно совершенствуется автором от демонстрационного переносного прототипа до боевой стационарной башенной установки и далее до «электрогиперболоидов» на ртутно-дуговых электролампах — для разрушения скальных пород при проходке шахты по добыче «оливиновой руды».
Гарин привлекает на свою сторону американского промышленника и финансиста, миллиардера Роллинга, с помощью своего аппарата уничтожив заводы его германских конкурентов. На средства Роллинга Гарин приобретает необитаемый остров в Тихом океане, где с помощью гиперболоида начинает добычу золота из ранее недосягаемых недр Земли. Получив доступ к неограниченным запасам золота, Гарин выбрасывает гигантские объёмы золота на рынок по крайне низким ценам, чем подрывает золотой стандарт и вызывает в капиталистическом мире тяжелейший финансовый кризис, благодаря которому скупает промышленность США и становится диктатором под именем Пьер Гарри. Но вскоре его диктатура рушится в результате захвата гиперболоида группой революционеров, возглавляемых советским агентом, сотрудником уголовного розыска Шельгой, а затем всеобщего восстания рабочих. Яхта Гарина попадает в тайфун, в результате чего он и авантюристка Зоя Монроз, будучи выброшенными штормом на берег, влачат жалкое существование на необитаемом острове.

## История создания, редакции и публикации романа
А. Н. Толстой так описывал происхождение идеи гиперболоида:

Когда писал «Гиперболоид инженера Гарина» (старый знакомый, Оленин, рассказал мне действительную историю постройки такого двойного гиперболоида; инженер, сделавший это открытие, погиб в 1918 году в Сибири), — пришлось ознакомиться с новейшими теориями молекулярной физики. Много помог мне академик П. П. Лазарев. Много лет я веду записные книжки, но записываю мало, главным образом — факты.

Действительно, в одной из записных книжек Толстого присутствуют пометки начала 1920-х годов:
Оленин П. В. Концентрация света, химических лучей. Луч — волос. Ультрафиолет[овый] луч — вместо электрич[еского] провода. Бурение скал. Бурение земли. Лаборатория на острове в Ти[хом] океане. Владычество над миром. Начало — тундра. Ледовит[ый] океан. Комната элект[рической] спайки. Всё жёлтое. Шамонит — чистый углерод. Удельный вес земли 8, оболочка земли 3. В центре земли — платина, золото, уран, торий, цирконий. Оливиновый пояс: железо, оливин, никель (метеориты). Постройка прибора из парафина. Обложили серебряной фольгой. Гальванопластика медью. Бурение земли. Охлаждение жидким воздухом. Подъём электромоторными вагонетками. Взрыв мостов. Взрыв фабрик.
Сохранился план романа, составленный Толстым в июле 1924 года для заявки в Госкомиздат. В начале плана говорится:

Время действия — около 1930 года. Роман развёртывается на фоне кануна Второй мировой войны. С середины романа — происходит воздушно-химическая война. В конце — европейская революция.

Далее в плане идёт перечень действующих лиц, которые вошли в роман, за исключением сыщика Кера, работающего на Роллинга (роль этого персонажа автор потом распределил между Семёновым и Тыклинским). Гастон Утиный Нос назван в плане Мишелем. Но сюжет романа существенно отличается от намеченного плана. В нём изменена не только роль Хлынова (по плану должен был быть первоначально помощником Гарина, изготовляющим для него пирамидки, затем его противником), но и многое другое. По плану в первой части после убийства двойников Гарина в Москве и в Париже действие снова переносится в Москву, где Хлынов в контакте с Гариным готовит пирамидки (термитные шашки, составляющие заряд гиперболоида, которые сгорают без сажи и дают огромный выброс тепла). Зоя и Кер охотятся за Гариным. Шельга входит в соглашение с Хлыновым. Гарин уничтожает агентов уголовного розыска, пытающихся окружить дом, где он скрывается, и похищает Зою. Не вошёл в роман и намеченный планом рассказ о деятельности Хлынова и немецкого учёного Херца по строительству огромных химических заводов по производству удобрений в России и похищении Гариным обоих учёных.
В первой редакции Гарин собирался, пользуясь радием, создать новые образцы оружия:

…Радиевая руда, привезённая четырьмя воздушными кораблями на остров, немедленно была пущена в обработку. Теперь Гарин, не нуждаясь в деньгах, по-иному смотрел на то, что в руках у него находилось небывалое количество радия. Пользуясь одним из его свойств, — делать воздух электропроводным, — он задумал электрические орудия-истребители, перед которыми разрушительная сила гиперболоида показалась бы игрушкой…
… Инженер Чермак проектировал по заданию Гарина радио-водородный двигатель для самолёта. Двигатель должен был брать энергию (топливо) из воздуха. Принципом его было свойство азота разлагаться на гелий и водород при бомбардировке альфа-частицами. Весь двигатель, в сто лошадиных сил, предполагалось уместить в сигарной коробке…

Первая книга романа «Угольные пирамидки» была опубликована в 1925 году в журнале «Красная новь» (№ 7—9), в этом же журнале в 1926 году была опубликована вторая книга «Сквозь Оливиновый пояс» (№ 4—9). Первая книга заканчивалась сценой расправы Гарина с шайкой Гастона, вторая — смертью мадам Ламоль во время бегства с капитаном Янсеном от восставших на Золотом острове. В журнале роман печатали с подзаголовком «Роман в трёх книгах», но третья книга так и не была написана. В финальном абзаце говорилось:

Узнав о захвате Золотого острова Ревкомом, разъярённая толпа ворвалась в Вашингтоне в Белый дом, ища растерзать Пьера Гарри, но его не могли найти. Он исчез. Этим заканчивается одна из необычайных авантюр инженера Гарина.

В 1927 году в том же журнале (№ 2, февраль) была опубликована другая концовка романа — «Гарин-диктатор» с подзаголовком «Новый вариант конца романа „Гиперболоид инженера Гарина“». Второй вариант оканчивался встречей на «Аризоне» Гарина, сбежавшего из Вашингтона, с Зоей, только что похоронившей Янсена. Последняя фраза второго варианта осталась той же, что и в первом варианте.
Отдельной книгой роман впервые издан в 1927 году в составе 10 тома собрания сочинений автора.
В 1934 году была сделана новая редакция с сокращением глав, часть глав была опущена, изменилась стилистика.
В 1936 году для издания в Детгизе роман был переработан для детей, из него были убраны «взрослые эпизоды».
В 1937 году роман был снова переработан, были включены новые главы (об учении Ивана Гусева, о смерти мальчика, об убийстве Гариным своего секретаря, о двойнике диктатора и заключительная глава, содержащая новый финал романа). В этой же редакции изменена сцена, когда Гарин посылал дирижабли в тайгу за добытыми Манцевым огромными количествами радия, чтобы построить новое, ещё более страшное оружие. В этой же редакции изменена история Роллинга (до этой редакции Роллинг кончал жизнь самоубийством после потопления Гариным американской эскадры). Были убраны многочисленные научные термины, содержащиеся в романе.
В редакции 1939 года были восстановлены пропущенные места и сделаны стилистические исправления. Из последнего варианта определённо следует, что все идеи Гарина украдены им у Манцева.

## Экранизации
- 1965 — «Гиперболоид инженера Гарина», режиссёр Александр Гинцбург
- 1973 — «Крах инженера Гарина»

## Факты
- Так называемый «тепловой луч» описан в романе «Война миров» Герберта Уэллса (1897).
- В записных книжках одной из идей мощного оружия было искусственное разложение атома[7].
- Существует мнение, что более правильным названием устройства Гарина должно было бы быть параболоид, Толстой соглашался с этим и говорил, что об этом знает, однако выбрал слово «гиперболоид» из-за более внушительного звучания. Однако в устройстве Гарина по его описанию использовали 2 гиперболических зеркала: главное вогнутое и малое выпуклое. Это похоже на предложенную в 1924 году систему телескопа Ричи — Кретьена, которая включает в себя 2 гиперболических зеркала; она используется сейчас в большинстве крупных телескопов и в резонаторах мощных лазеров.
- В предисловии к роману Толстой написал: «Когда писал „Гиперболоид инженера Гарина“ (старый знакомый, Оленин, рассказал мне действительную историю постройки такого двойного гиперболоида; инженер, сделавший это открытие, погиб в 1918 году в Сибири), пришлось ознакомиться с новейшими теориями молекулярной физики. Много помог мне академик П. П. Лазарев».
- Существует версия, что название романа, а в какой-то мере и сам роман появились под впечатлением гиперболоидных конструкций Шухова, в частности, в связи с завершившимся в 1922 году и вызвавшим большой общественный резонанс строительством в Москве гиперболоидной шуховской башни, которая, отличаясь простотой и своеобразием, являла собой образец блестящей конструкции и вершину строительного искусства.
- Есть мнение, что прообразом или прототипом Николая Христофоровича Манцева был знаменитый геолог того периода Николай Николаевич Урванцев, первооткрыватель Норильского месторождения медно-никелевых руд с высоким содержанием платины. С писателем Алексеем Толстым они познакомились на одном из официальных правительственных приемом. В пользу этой версии говорит и созвучие фамилий Манцев — Урванцев.
- Описанный в романе взрыв химических заводов «Анилиновой компании» в Германии основан на реальном событии, имевшем место 21 сентября 1921 года на анилиновом заводе компании BASF в городе Оппау близ Мангейма (как и в романе, на реке Рейн), где попытка разбить глыбу слежавшихся минеральных удобрений небольшим взрывом повлекла детонацию нескольких сотен тонн аммиачной селитры, разрушившую весь городок и погубившую 560 человек. Если судить по первым буквам городков, лежащих в непосредственной близости от взорванных Гариным заводов, то, вероятно, «Н…» — это Нойвид, а «К…» — Кобленц.
- События романа начинаются в «192…» году; и из текста следует, что это 1921 год (если брать за основу последнюю редакцию романа 1939 года): Ваня Гусев говорит, что Манцев в экспедиции уже 6 лет, при этом известно, что отбыл он в 1915 году. Некоторая лексика романа (например, «зимогор», «дом терпимости», «дредноут», «москательная лавка», «мыза», а также «кот» в значении «сутенёр» и обращение «дядя» к старику) характерна скорее для первых лет после революции, чем для второй половины 1920-х годов. Реклама Citroën появилась на Эйфелевой башне (как её видят герои в одном из эпизодов) только в 1925 году. Таким образом, Толстой, с учётом неоднократных переработок романа, не обошёлся без анахронизмов. Однако, в «детской» редакции романа 1936 года есть прямое авторское указание на начало событий (отсутствующее во всех «взрослых» редакциях): «Пять лет тому назад (в девятнадцатом году) Зоя бежала из Петрограда в Париж, где приобрела широкую известность, как самая красивая и умная женщина среди артистической богемы». Учитывая, что эти данные имеют «авторскую» основу, можно с уверенностью утверждать, что Толстой изначально имел в виду, что события на Крестовском острове происходят в мае 1924 года.
- Яхта «Бибигонда», на которой Гарин бежал из России, существовала в реальности (она называлась «Бэби-Гонда» или, в другом написании, «Беби-Гонда» и до революции числилась в императорском речном яхт-клубе[8]), действительно славилась своей быстроходностью, она была первой яхтой в Ленинграде с бермудским парусным вооружением, после установки которого она, и раньше постоянно бывшая в числе призёров, стала легко обходить как яхты своего класса, так и более крупные яхты[9]. В 1918 году яхта была уведена хозяином в Финляндию[10][11] (возможно, этот эпизод, о котором писали в газетах, и послужил источником вдохновения для соответствующего эпизода в романе у А. Толстого), но каким-то образом в 1920-х годах яхта снова оказалась в Ленинграде, где на неё в 1925 году и было установлено бермудское парусное вооружение[12][13].
- После открытия советскими физиками Басовым и Прохоровым квантового генератора академик Арцимович, выступая на всесоюзном совещании научных работников, сказал: «Для любителей научной фантастики я хочу заметить, что игольчатые пучки атомных радиостанций представляют собой своеобразную реализацию идей „гиперболоида инженера Гарина“»[14]
- Необитаемый остров Хендерсон (по указанным в романе координатам находится коралловый атолл Оэно, однако описание больше подходит к соседнему острову Хендерсон[15]), расположенный в южной части Тихого океана, в романе стал Золотым островом, на котором Гарин построил шахту, добывающую золото из Оливинового пояса, башню с большим гиперболоидом и свой дворец.
- Коралловый атолл, на котором после кораблекрушения оказались Гарин и Зоя, мог быть островом Оэно, расположенным в 250 км западнее острова Хендерсон.
- А. Н. Толстой допустил в произведении астрономическую ошибку («Полная луна взошла перед рассветом», глава 62): Луна в полнолунии противостоит Солнцу и в момент рассвета заходит.
- В начале главы 98 говорится о том, что было семь чудес света, а народная память донесла до нас только 3, воспоминание об остальных погружено на дно Атлантического океана. На самом деле это тоже ошибка, все 7 чудес света — хорошо известны и ни одно из них никогда не погружалось на дно Атлантики.
- В эпизоде с атакой американского флота на Золотой остров автор называет участвующие в ней боевые корабли «линейными крейсерами». В действительности, в составе американского флота кораблей такого класса не было, из 6 линейных крейсеров проекта «Лексингтон», строившихся для ВМС США, 2 были достроены как авианосцы, остальные — списаны недостроенными в 1922 году, согласно условиям Вашингтонского соглашения
- Название отравляющего газа «Чёрный крест», которым Гарин атаковал эскадру, происходит от способа маркировки химических боеприпасов в Первой мировой войне. Так, снаряды, снаряжённые кожно-нарывными отравляющими веществами (иприт, люизит) маркировали жёлтым крестом; удушающими (фосген и его смеси) — зелёным; слезоточивыми (бромацетон, хлорацетофенон) — белым; раздражающими (дифенилхлорарсин, адамсит) — синим. Позднее заимствованное у Толстого название отравляющего газа «Чёрный крест» использовал Булгаков в своей пьесе «Адам и Ева»
- В конце главы 112 упомянут лидер итальянской фашистской партии Бенито Муссолини. Когда Гарин рассказывает Роллингу о своих планах мирового господства, он называет Муссолини щенком и говорит, что его политический строй будет хуже фашистского. К моменту завершения написания одной из первых редакций романа (1927 год) Муссолини уже был у власти в Италии
- В конце главы 92 упомянут естественный источник горячей воды, богатой радиоактивными солями: «…из земли била, пульсируя, струя горячей воды. С незапамятных времён люди… купались в этом источнике, восстанавливающем силы. Это была та самая „живая вода“… богатая радиоактивными солями». Эта мысль была навеяна автору всеобщим увлечением радиоактивными элементами, которое захлестнуло Европу в начале XX века. О вреде радиации тогда ещё не знали, а слабая радиоактивность, как известно, может вызывать временный эффект бодрости и свежести, за который со временем придётся заплатить разрушением организма[16]
- В конце романа сказано, что ведущие мировые державы предоставили Гарину разные дворянские титулы, среди прочих указан никогда не существовавший титул «Соимператора всероссийского», и это при том, что на политической карте мира уже существовал СССР. Видимо, это была насмешка над великим князем Кириллом Владимировичем, который в эмиграции в 1924 году провозгласил себя императором всероссийским. Не совсем понятно, зачем другим странам уважать и наделять властью Гарина, который разрушил американскую экономику и может повредить экономику их страны. Титул «барон Мюльгаузен» весьма напоминает титул пресловутого литературного персонажа барона Мюнхгаузена, в Германии, правда, есть город Мюльхаузен, но на момент написания романа Германия уже была республикой и дворянские титулы не имели там никакой значимости, кроме символической.

### О реальности основных деталей сюжета
Схема гиперболоида, несмотря на внешнюю логичность и исполнимость, в действительности — пример теоретически необоснованной фантазии. Это показал в 1944 году профессор Слюсарев в книге «О возможном и невозможном в оптике», заметив, что Толстой пренебрёг законами оптики и термодинамики. В частности:
- Независимо от конструкции, в силу первого начала термодинамики, мощность «теплового луча» ограничена выделяемой при сгорании термических элементов энергией. Даже прикидочный расчёт показывает, что для большинства описанных в романе применений (мгновенное разрезание толстых стальных предметов, плавка горных пород) потребуется почти мгновенно сжечь нереально большое количество топлива;
- Малое зеркало гиперболоида, находящееся в фокусе большого зеркала, где собирается вся энергия аппарата и формируется луч, должно иметь близкий к единице коэффициент отражения тепловых лучей и сверхвысокую температуру плавления, в противном случае оно мгновенно расплавится. Материала с подобными характеристиками не существует (по крайней мере, на момент создания книги; такие материалы (огнеупорные зеркальные покрытия, сверхтвердая керамика, кевлар/нанотрубки и минералокомпозиты на их основе и т. п.) появились позже, как раз в эпоху развития лазеров), поэтому Толстой придумал особый минерал «шамонит»;
- В силу чисто оптических эффектов тепловой луч будет неизбежно рассеиваться, поэтому даже при идеально точном изготовлении аппарата и применении описанных в романе фантастических материалов (тугоплавкий «шамонит», из которого изготовлено малое зеркало гиперболоида, и полностью сгорающие термитные «свечи») луч гиперболоида мог бы быть эффективен на расстояниях не более нескольких десятков метров. В реальности, правда, существует такое явление как самофокусировка луча; однако для достижения самофокусировки в воздухе требуется мощность порядка не менее единиц-десятков гигаватт, — что означает или энергию источника, несоизмеримую с описанной в книге, или крайне малую длительность импульса, о которой в сюжете просто не идёт речь.

В дополнение можно особо заметить, что, в силу второго начала термодинамики, с помощью любой оптической схемы (за исключением разве что использования активной среды) невозможно нагреть что-либо до температуры выше, чем температура источника излучения (в случае устройства Гарина — горящего угля или термита). К этому же выводу приводит оптическая теорема о невозможности получения яркости изображения больше яркости источника (а в реальных схемах она обычно получается и значительно меньшей). То есть оптическая схема из зеркал, даже идеальных, не позволила бы получить и преимущество в плотности энергии по сравнению с первичным источником излучения, что вкупе с первым соображением из приведённых выше делало бы в реальности устройство ещё менее эффективным. Хотя эти теоретические ограничения всё же не запрещают получить хотя бы луч, сравнимый по энергетической яркости с горящим термитом (при использовании термита в качестве источника излучения), но и тут, если речь идёт о больших расстояниях, на первый план выходят вопросы расходимости луча и возможности самофокусировки (которая в данном случае отсутствует). Кроме того, пришлось бы делать из фантастического шамонита не только второе зеркало, но и держатели термитных свечей, так как они не должны были бы плавиться (возможно, в расчете на то, что целевая аудитория — люди умные/образованные, это могло бы логически подразумеваться, но в тексте не поясняется читателю явным образом).
Хотя гиперболоид Гарина иногда называют предвестником идеи созданного в 1960 году лазера — квантового генератора оптического диапазона, луч которого, на первый взгляд, похож на «лучевой шнур» гиперболоида, в действительности здесь имеет место лишь чисто внешнее сходство. Физические принципы работы лазера — совершенно иные (вторичное, «вынужденное» излучение, причем, как правило, прерывистое). При этом, хотя при некоторых условиях (высокая мощность) лазерный луч обладает способностью к самофокусировке в воздухе за счёт эффектов нелинейной оптики (высокая мощность достигается прежде всего за счёт того, что лазерный импульс может быть очень коротким, что допускает получение очень большой «выходной» плотности энергии при разумной энергии исходного импульса), схема же из книги не способна генерировать луч столь большой мощности (при непрерывной работе в «линейном» режиме для этого ей потребовалась бы энергия целой электростанции; короткий же импульс не только не упомянут в книге, но и в принципе трудно представить, как он мог бы быть сформирован простыми средствами в рамках подобных схем при «тогдашнем» уровне техники), поэтому луч такого излучателя, как говорилось выше, неизбежно должен расходиться, рассеиваться, теряя при этом энергию.
Также следует помнить, что при любом нештатном/аварийном «сбросе» такое количество энергии (при питании от гипотетически сверхмощного источника, будучи выраженным в «тепловом» или «механическом» виде) может доставить немало «хлопот» самому же оператору гиперболоида.
Уничтожение флота
Линкоры начала XX века могли вести огонь на дальностях более 30 км. При это сами они были недоступны для прямой видимости вследствие кривизны Земли. Для прямой видимости цели, находящейся на расстоянии 30 км, гиперболоид следовало установить на высоте не менее 70 м. При этом видны будут лишь верхушки мачт. Таким образом отряд линейных кораблей мог без труда уничтожить гиперболоид артиллерийским огнём.
Связь с изобретением лазера
В апреле 2014 года один из изобретателей лазера, нобелевский лауреат Чарльз Таунс, в интервью журналистке Энни Джейкобсен сообщил, что на создание лазера его вдохновил прочитанный роман А. Н. Толстого (английский перевод публиковался в 1936 и 1955 годах).
Экономика
В романе есть необоснованные экономические предположения, например:
- Основная суть затеи Гарина базируется на том факте, что доллар США в те времена был привязан к золоту. Но в случае резкого увеличения золотой массы в стране правительство может просто отменить привязку к золотому стандарту, и, если количество товаров и услуг соответствовало бы количеству бумажных денег, это не вызвало бы экономического краха и разрушило бы планы Гарина по мировому господству;
- На данный момент в мире действует ямайская валютная система, и нет ни одной страны, чья валюта была бы полностью обеспечена золотом или привязана к золоту; система с переменным успехом существует с 1970-х годов, и это пока что не привело к её краху;
- В случае резкого увеличения количества золота в обороте, оно просто обесценится, яркий тому пример — революция цен в средневековой Европе, вызванная массовым ввозом золота из Южной Америки[19]

Имеются и нереальные геологические допущения:
- Оливинового пояса в том виде как он описан в романе, как показали современные исследования, не существует. Кольская сверхглубокая скважина это напрямую доказала, на большой глубине в недрах Земли есть включения золота в грунт, но из этой породы можно добыть довольно мало благородного металла, что нерентабельно и очень трудоёмко даже для обладателя фантастического гиперболоида.
- Указана слишком маленькая общая толщина земной коры и изложены ошибочные представления о структуре строения Земли, господствовавшие в науке начала XX века.
- Пробурить земную кору с помощью фантастического гиперболоида не представляется возможным в такие короткие сроки, как указано в романе.

## Влияние на культуру и искусство
- Группа «Кино» первоначально называлась «Гарин и Гиперболоиды»
- Современная группа «Гарин и Гиперболоиды»[20]
- У группы «Пикник» в альбоме «Железные мантры» есть песня под названием «Гиперболоид»
- У эстонской панк-рок группы Vennaskond («Братство») один из главных хитов называется Insener Garini hüperboloid («Гиперболоид инженера Гарина»).
- Состарившийся инженер Гарин, вооружённый гиперболоидом, является боссом в игре «Братья Пилотыː Дело об огородных вредителях» и второстепенным персонажем в игре «Братья Пилотыː Тайна клуба собаководов»
- Александр Абдулов мечтал снять свой фильм «Гиперболоид», но не успел.